# Sass Queder
Sass Queder är en bergstopp i Schweiz.   Den ligger i regionen Maloja och kantonen Graubünden, i den östra delen av landet, 200 km öster om huvudstaden Bern. Toppen på Sass Queder är 3 066 meter över havet, eller 76 meter över den omgivande terrängen. Bredden vid basen är 0,56 km. Sass Queder ingår i Bernina.
Terrängen runt Sass Queder är huvudsakligen bergig, men åt nordost är den kuperad. Närmaste större samhälle är Poschiavo, 11,6 km sydost om Sass Queder. 
Trakten runt Sass Queder består i huvudsak av gräsmarker. Runt Sass Queder är det glesbefolkat, med 18 invånare per kvadratkilometer.